# Javier Ramírez Abeja
Javier Ramírez Abeja (né le 14 mars 1978 à Carmona) est un coureur cycliste espagnol.

## Biographie
Vainqueur de la Coupe d'Espagne de cyclisme en 2003 avec l'équipe Ávila Rojas, Javier Ramírez Abeja est stagiaire au sein des équipes professionnelles CSC-Tiscali puis Vini Caldirola-Saunier Duval en fin de saison 2002 et 2003. Il est recruté en 2004 par Liberty Seguros. Il y passe 3 saisons, avec pour meilleur résultats une 5e place au Tour Down Under 2005. Il participe deux fois au Tour d'Italie. En 2007, il court au sein de Fuerteventura-Canarias.
Sans équipe professionnelle en 2008, il revient chez Ávila Rojas. Il remporte 11 courses durant cette saison, et retrouve un employeur pour 2009, l'équipe Andalucía-Cajasur.

## Palmarès
- 1998
  - Trofeo Baix Penèdes[2]
- 2001
  - 3e du Trophée Guerrita
- 2002
  - Grand Prix Macario
  - Clásica Memorial Txuma
  - 2e de la Santikutz Klasika
  - 3e du Tour de Tarragone
- 2003
  - Coupe d'Espagne
  - Trophée Guerrita
  - Tour de León :
    - Classement général
    - 2e étape

  - Dorletako Ama Saria
  - Tour d'Ávila :
    - Classement général
    - 2e étape

  - 2e de la Santikutz Klasika
- 2008
  - 1re étape du Tour de Cartagène
  - Mémorial Manuel Sanroma
  - 2e étape de la Vuelta a la Montaña Central de Asturias
  - 2e du Tour de Tarragone
- 2012
  - 7e étape du Tour du Chili
  - 1re étape du Tour d'Andalousie
  - Tour d'Azerbaïdjan :
    - Classement général
    - 1re et 5e étapes

## Résultats sur les grands tours

### Tour d'Italie
2 participations
- 2005 : 65e
- 2006 : 82e

### Tour d'Espagne
3 participations
- 2009 : 62e
- 2010 : 91e
- 2012 : 120e

## Classements mondiaux
| Année            | 2009  | 2010 | 2011  | 2012 |
| ---------------- | ----- | ---- | ----- | ---- |
| UCI Asia Tour    |       |      | 187e  | 23e  |
| UCI America Tour |       |      |       | 269e |
| UCI Europe Tour  | 1059e |      | 1128e | 656e |